# Martijn Crowe
Martijn Crowe, ofwel Martijn van Oorschot (Alkmaar, 23 november 1959), is een Nederlands kunstenaar, antropoloog, wetenschapper, organisatieadviseur, documentairemaker en schrijver.

## Biografie

### Wetenschap en publicaties
Crowe studeerde Nederlands aan de Universiteit van Amsterdam en daarna Artificial Intelligence in Utrecht. In 2002 promoveerde hij als antropoloog bij Arie de Ruijter aan de Universiteit van Tilburg op het proefschrift Omtrent het dekunstrueren van kennismanagement, over de praktijk van samenwerkende mensen en organiseren. Hierna publiceerde hij nog enkele boeken over management en communicatie, zowel vanuit zijn wetenschappelijke achtergrond als zijn praktijkervaring als organisatieadviseur. Daarna werd het accent steeds meer verlegd naar kunst. In 2013 schreef hij naar aanleiding van hun 25-jarig bestaan in opdracht van het Loodswezen een boek over het loodswezen. Uiteindelijk heeft het Loodswezen hem met een rechtszaak verboden het boek uit te geven. Zijn laatste publicatie is het boek Festival of Older People, met als concept "Ouderen bestaan niet".

### De Oplichterij
In 1999 richtte Crowe met Michiel Hogerhuis de Oplichterij op aan de Witte de Withstraat in Rotterdam, als onderdeel van een project van de Wijkontwikkelingsmaatschappij (WOM) om de verloedering van de Witte de Withstraat tegen te gaan. De Oplichterij werd in de jaren daarna een ontmoetingsplek voor kunst en literatuur, waar mensen samenkwamen, exposities werden gehouden en op kleine schaal boeken werden uitgegeven en verkocht.

### The Faketory
Vanaf 2005 zette Crowe de Oplichterij in Amsterdam en São Paulo voort als The Faketory. The Faketory werkt aan projecten waarin zij door middel van kunst en wetenschappelijk onderzoek de slachtoffers van sociale uitsluiting weer zichtbaar maken in de samenleving. Er wordt wereldwijd onderzoek gedaan en dit wordt uiteindelijk gepresenteerd in de vorm van boeken en festivals. In 2013 organiseerde The Faketory bijvoorbeeld Gespuis in de Spuistraat in Amsterdam, en in 2014 in Den Haag en Dhaka (Bangladesh) het Social Art Festival in samenwerking met het Dhaka Art Center en de Faculteit van de Schone Kunsten. In 2019 herlanceerde Crowe de uitgeverij De Oplichterij in Amsterdam. In 2017 organiseerde hij met zij studio het Festival of older people in Utrecht.  

## Kunst
Crowe werkt als kunstenaar via veel verschillende media. Hij maakt gebruik van foto-, video-, en schilderkunst en publiceert zijn werk op websites. Hij heeft projecten gedaan met dragqueens, daklozen, ouderen en kansarme jeugd.

### Fotogalerij

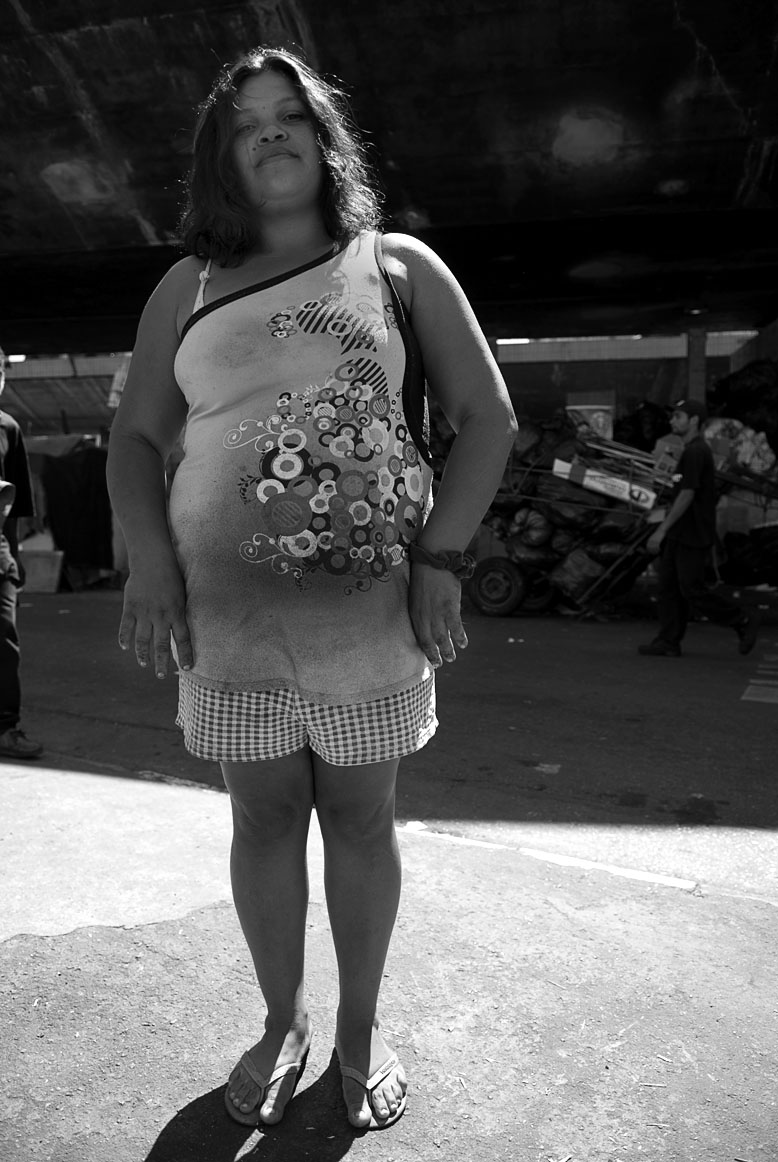
Dakloze vrouw, 2008
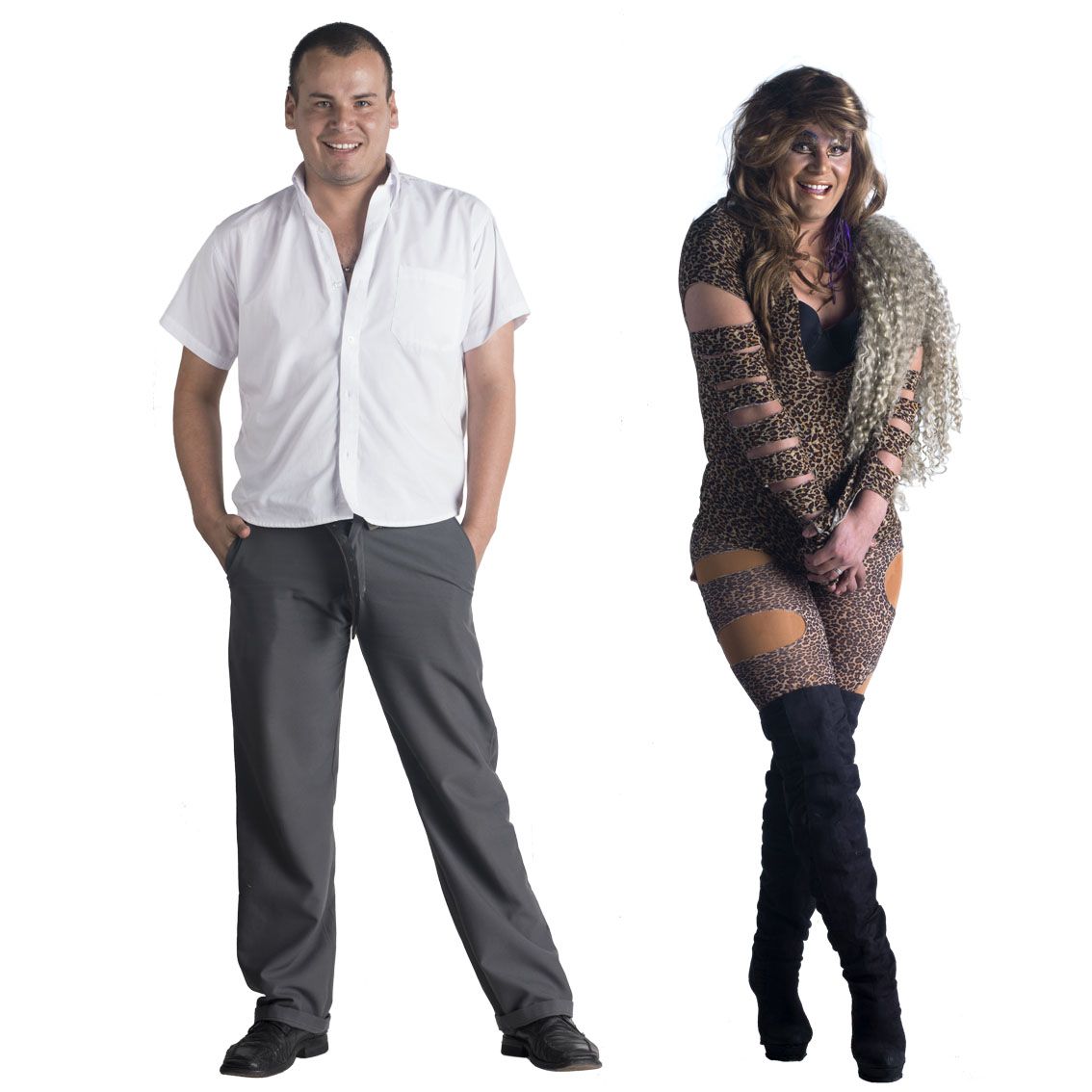
Pedrito and Davinia, 2012
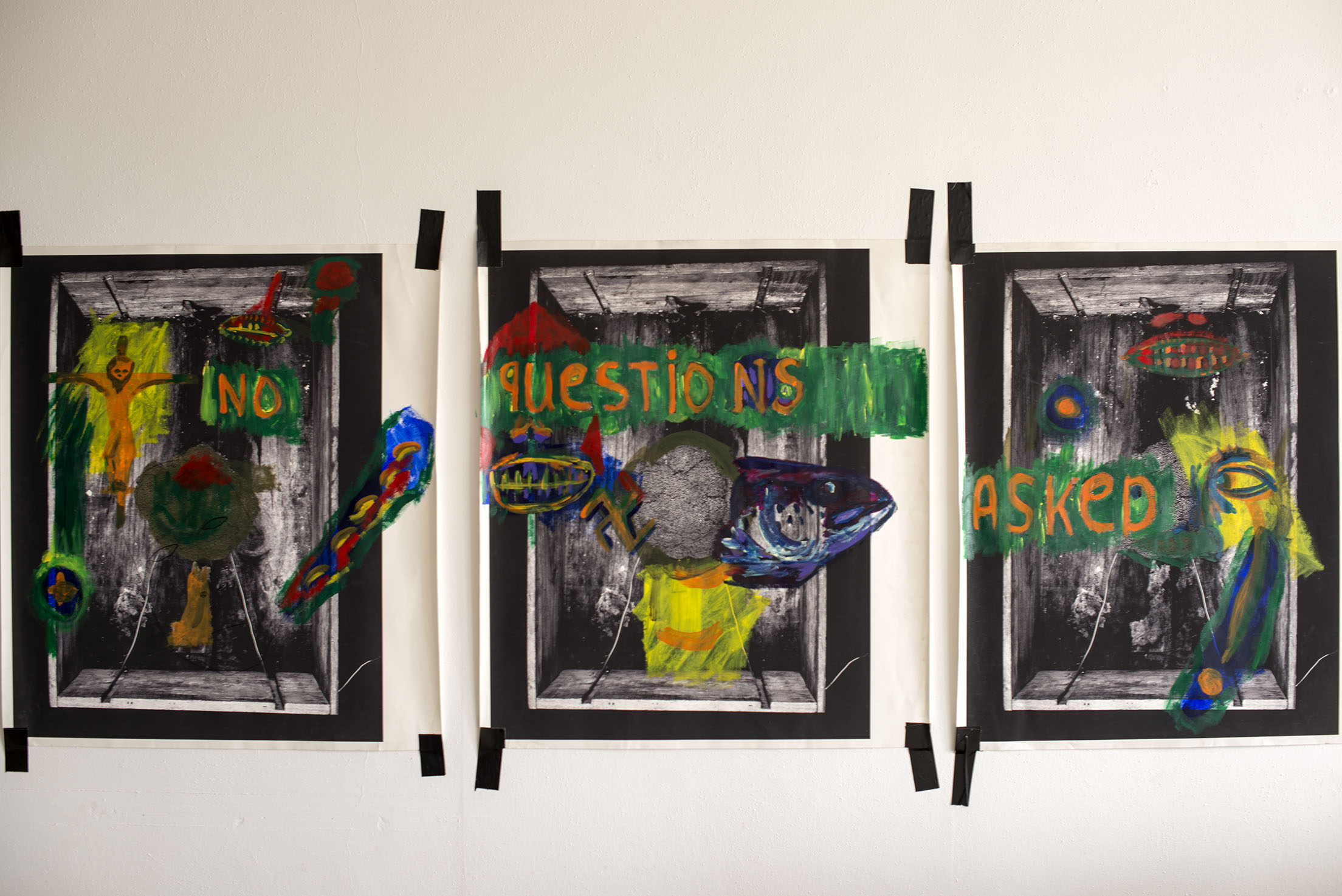
No Questions Asked, 2013
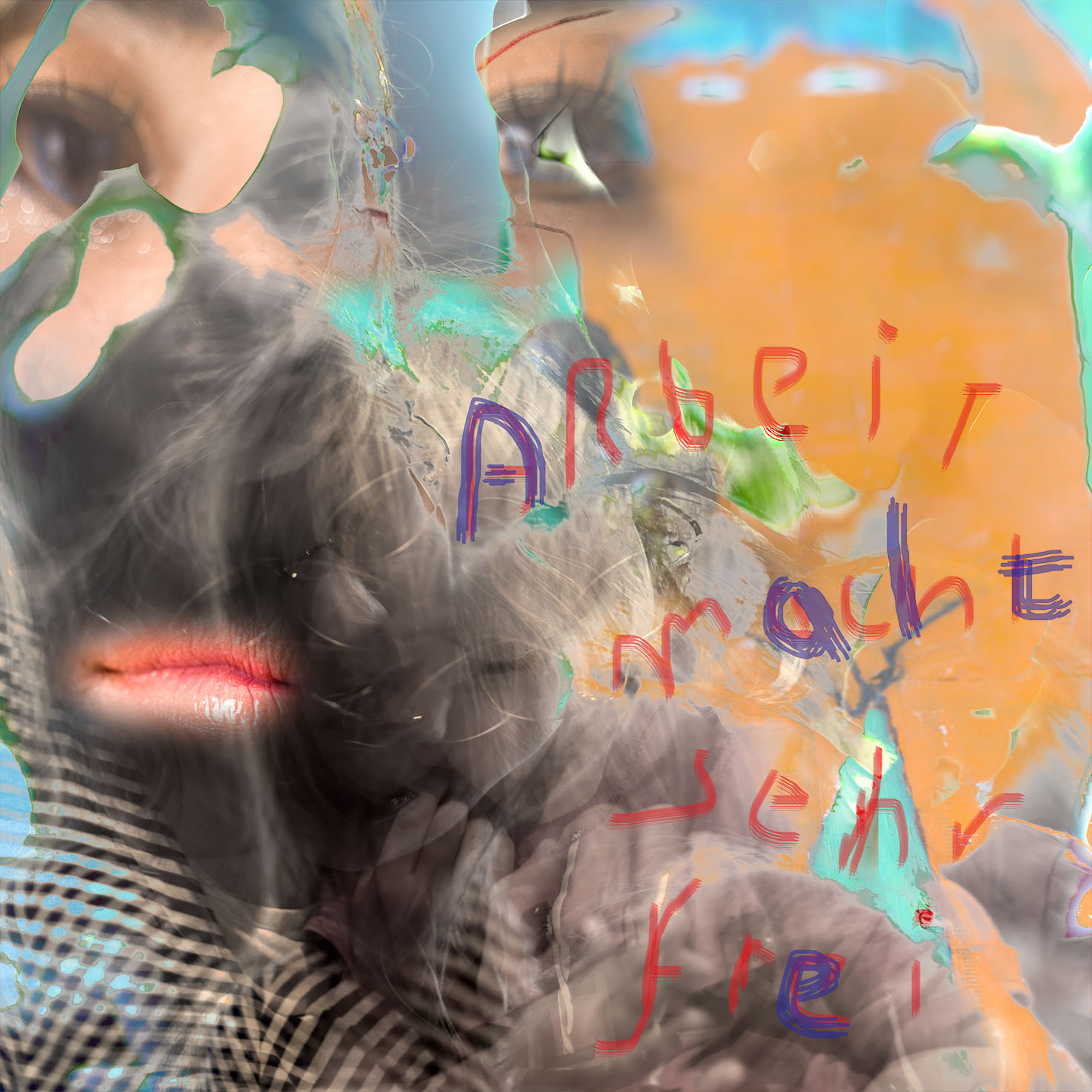
Arbeit Macht Frei, 2013